# Campeonato Mundial de Patinação Artística no Gelo de 2004
O Campeonato Mundial de Patinação Artística no Gelo de 2004 foi a nonagésima quarta edição do Campeonato Mundial de Patinação Artística no Gelo, um evento anual de patinação artística no gelo organizado pela União Internacional de Patinação (em inglês:  International Skating Union) onde os patinadores artísticos competem pelo título de campeão mundial. A competição foi disputada entre os dias 22 de março e 28 de março, no Westfalenhalle, localizado na cidade de Dortmund, Alemanha.

## Eventos
- Individual masculino
- Individual feminino
- Duplas
- Dança no gelo

## Medalhistas
| Evento                        | Ouro                                        | Prata                                      | Bronze                               |
| Individual masculino detalhes | Evgeni Plushenko · Rússia                   | Brian Joubert · França                     | Stefan Lindemann · Alemanha          |
| Individual feminino detalhes  | Shizuka Arakawa · Japão                     | Sasha Cohen · Estados Unidos               | Michelle Kwan · Estados Unidos       |
| Duplas detalhes               | Tatiana Totmianina · Maxim Marinin · Rússia | Shen Xue · Zhao Hongbo · China             | Pang Qing · Tong Jian · China        |
| Dança no gelo detalhes        | Tatiana Navka · Roman Kostomarov · Rússia   | Albena Denkova · Maxim Staviski · Bulgária | Kati Winkler · Rene Lohse · Alemanha |

## Resultados

### Individual masculino
| Pos.                                                  | Nome                 | Nacionalidade       | Pontos | QA | QB | PC | PL |
| ----------------------------------------------------- | -------------------- | ------------------- | ------ | -- | -- | -- | -- |
| Medalha de ouro                                       | Evgeni Plushenko     | Rússia              | 2.0    |    | 1  | 1  | 1  |
| Medalha de prata                                      | Brian Joubert        | França              | 4.0    | 2  |    | 2  | 2  |
| Medalha de bronze                                     | Stefan Lindemann     | Alemanha            | 6.0    |    | 3  | 3  | 3  |
| 4                                                     | Stephane Lambiel     | Suíça               | 8.8    | 3  |    | 6  | 4  |
| 5                                                     | Johnny Weir          | Estados Unidos      | 10.2   | 7  |    | 4  | 5  |
| 6                                                     | Michael Weiss        | Estados Unidos      | 11.0   |    | 5  | 5  | 6  |
| 7                                                     | Zhang Min            | China               | 12.8   |    | 4  | 7  | 7  |
| 8                                                     | Emanuel Sandhu       | Canadá              | 16.2   | 1  |    | 13 | 8  |
| 9                                                     | Frederic Dambier     | França              | 16.6   | 4  |    | 10 | 9  |
| 10                                                    | Li Chengjiang        | China               | 19.2   | 5  |    | 12 | 10 |
| 11                                                    | Daisuke Takahashi    | Japão               | 20.4   |    | 7  | 11 | 11 |
| 12                                                    | Andrei Griazev       | Rússia              | 23.2   | 6  |    | 8  | 16 |
| 13                                                    | Ben Ferreira         | Canadá              | 26.0   | 9  |    | 14 | 14 |
| 14                                                    | Kevin Van Der Perren | Bélgica             | 26.6   | 8  |    | 19 | 12 |
| 15                                                    | Ivan Dinev           | Bulgária            | 28.2   | 11 |    | 18 | 13 |
| 16                                                    | Matthew Savoie       | Estados Unidos      | 29.2   | 10 |    | 17 | 15 |
| 17                                                    | Gheorghe Chiper      | Romênia             | 29.4   |    | 6  | 15 | 18 |
| 18                                                    | Sergei Davydov       | Bielorrússia        | 30.2   |    | 9  | 16 | 17 |
| 19                                                    | Tomas Verner         | República Tcheca    | 36.2   | 13 |    | 20 | 19 |
| 20                                                    | Gregor Urbas         | eslovênia           | 36.8   |    | 8  | 21 | 21 |
| 21                                                    | Kristoffer Berntsson | Suécia              | 38.8   |    | 11 | 24 | 20 |
| 22                                                    | Yamato Tamura        | Japão               | 41.0   | 12 |    | 22 | 23 |
| 23                                                    | Neil Wilson          | Reino Unido         | 41.4   | 14 |    | 23 | 22 |
| WD                                                    | Ilia Klimkin         | Rússia              |        |    | 2  | 9  |    |
| Não avançaram para a patinação livre / programa longo |                      |                     |        |    |    |    |    |
| 25                                                    | Zoltan Toth          | Hungria             |        |    | 12 | 26 |    |
| 26                                                    | Ari-Pekka Nurmenkari | Finlândia           |        |    | 14 | 25 |    |
| 27                                                    | Vitali Danilchenko   | Ucrânia             |        |    | 10 | 29 |    |
| 28                                                    | Vakhtang Murvanidze  | Geórgia             |        |    | 13 | 28 |    |
| 29                                                    | Trifun Zivanovic     | Sérvia e Montenegro |        |    | 15 | 27 |    |
| 30                                                    | Juraj Sviatko        | Eslováquia          |        | 15 |    | 30 |    |
| Não avançaram para o programa curto                   |                      |                     |        |    |    |    |    |
| 31                                                    | Lee Dong-Whun        | Coreia do Sul       |        |    | 16 |    |    |
| 31                                                    | Patrick Meier        | Suíça               |        | 16 |    |    |    |
| 33                                                    | Clemens Jonas        | Áustria             |        |    | 17 |    |    |
| 33                                                    | Sergei Kotov         | Israel              |        | 17 |    |    |    |
| 35                                                    | Aidas Reklys         | Lituânia            |        |    | 18 |    |    |
| 35                                                    | Bradley Santer       | Austrália           |        | 18 |    |    |    |
| 37                                                    | Yon Garcia           | Espanha             |        | 19 |    |    |    |
| 37                                                    | Pavel Kersha         | Bielorrússia        |        |    | 19 |    |    |
| 39                                                    | Andrei Dobrokhodov   | Azerbaijão          |        | 20 |    |    |    |
| 40                                                    | Miguel Angel Moyron  | México              |        | 21 |    |    |    |
| WD                                                    | Gareth Echardt       | África do Sul       |        |    |    |    |    |

### Individual feminino
| Pos.                                                  | Nome                  | Nacionalidade        | Pontos | QA | QB | PC | PL |
| ----------------------------------------------------- | --------------------- | -------------------- | ------ | -- | -- | -- | -- |
| Medalha de ouro                                       | Shizuka Arakawa       | Japão                | 2.6    |    | 1  | 2  | 1  |
| Medalha de prata                                      | Sasha Cohen           | Estados Unidos       | 4.0    | 1  |    | 1  | 3  |
| Medalha de bronze                                     | Michelle Kwan         | Estados Unidos       | 5.6    |    | 3  | 4  | 2  |
| 4                                                     | Miki Ando             | Japão                | 6.6    |    | 2  | 3  | 4  |
| 5                                                     | Carolina Kostner      | Itália               | 11.4   |    | 6  | 5  | 6  |
| 6                                                     | Julia Sebestyen       | Hungria              | 11.8   | 3  |    | 6  | 7  |
| 7                                                     | Fumie Suguri          | Japão                | 12.4   |    | 8  | 7  | 5  |
| 8                                                     | Joannie Rochette      | Canadá               | 15.4   | 5  |    | 9  | 8  |
| 9                                                     | Irina Slutskaya       | Rússia               | 17.8   |    | 5  | 8  | 11 |
| 10                                                    | Elena Sokolova        | Rússia               | 18.2   | 2  |    | 14 | 9  |
| 11                                                    | Elena Liashenko       | Ucrânia              | 19.6   | 4  |    | 10 | 12 |
| 12                                                    | Susanna Poykio        | Finlândia            | 20.6   |    | 4  | 15 | 10 |
| 13                                                    | Sarah Meier           | Suíça                | 23.8   | 9  |    | 12 | 13 |
| 14                                                    | Jennifer Robinson     | Canadá               | 25.2   | 6  |    | 13 | 15 |
| 15                                                    | Viktoria Volchkova    | Rússia               | 28.4   |    | 7  | 11 | 19 |
| 16                                                    | Idora Hegel           | Croácia              | 28.6   | 8  |    | 19 | 14 |
| 17                                                    | Anne Sophie Calvez    | França               | 29.8   |    | 9  | 17 | 16 |
| 18                                                    | Jennifer Kirk         | Estados Unidos       | 30.4   | 7  |    | 16 | 18 |
| 19                                                    | Fang Dan              | China                | 34.6   |    | 11 | 22 | 17 |
| 20                                                    | Miriam Manzano        | Austrália            | 35.6   |    | 12 | 18 | 20 |
| 21                                                    | Annette Dytrt         | Alemanha             | 38.0   | 10 |    | 20 | 22 |
| 22                                                    | Zuzana Babiakova      | Eslováquia           | 39.4   |    | 10 | 24 | 21 |
| 23                                                    | Valentina Marchei     | Itália               | 40.0   | 11 |    | 21 | 23 |
| 24                                                    | Jenna McCorkell       | Reino Unido          | 43.0   | 13 |    | 23 | 24 |
| Não avançaram para a patinação livre / programa longo |                       |                      |        |    |    |    |    |
| 25                                                    | Julia Lautowa         | Áustria              |        |    | 15 | 25 |    |
| 26                                                    | Michelle Cantu        | México               |        | 15 |    | 26 |    |
| 27                                                    | Mojca Kopac           | eslovênia            |        |    | 14 | 27 |    |
| 28                                                    | Sara Falotico         | Bélgica              |        |    | 13 | 28 |    |
| 29                                                    | Daria Timoshenko      | Azerbaijão           |        | 12 |    | 29 |    |
| 30                                                    | Choi Ji-Eun           | Coreia do Sul        |        | 14 |    | 30 |    |
| Não avançaram para o programa curto                   |                       |                      |        |    |    |    |    |
| 31                                                    | Diane Chen            | Taipé Chinesa        |        | 16 |    |    |    |
| 31                                                    | Hristina Vassileva    | Bulgária             |        |    | 16 |    |    |
| 33                                                    | Gintare Vostrecovaite | Lituânia             |        | 16 |    |    |    |
| 33                                                    | Karen Venhuizen       | Países Baixos        |        |    | 17 |    |    |
| 35                                                    | Jenna-Anne Buys       | África do Sul        |        | 18 |    |    |    |
| 35                                                    | Tugba Karademir       | Turquia              |        |    | 18 |    |    |
| 37                                                    | Ksenija Jastsenjski   | Sérvia e Montenegro  |        | 19 |    |    |    |
| 37                                                    | Lucie Krausova        | República Tcheca     |        |    | 19 |    |    |
| 39                                                    | Anna Bernauer         | Luxemburgo           |        |    | 20 |    |    |
| 39                                                    | Olga Vassiljeva       | Estônia              |        | 20 |    |    |    |
| 41                                                    | Nina Bates            | Bósnia e Herzegovina |        | 21 |    |    |    |
| 41                                                    | Keren Shua Haim       | Israel               |        |    | 21 |    |    |

### Duplas
| Pos.              | Nome                                  | Nacionalidade  | Pontos | PC | PL |
| ----------------- | ------------------------------------- | -------------- | ------ | -- | -- |
| Medalha de ouro   | Tatiana Totmianina / Maxim Marinin    | Rússia         | 2.5    | 1  | 2  |
| Medalha de prata  | Shen Xue / Zhao Hongbo                | China          | 3.0    | 4  | 1  |
| Medalha de bronze | Pang Qing / Tong Jian                 | China          | 4.5    | 3  | 3  |
| 4                 | Maria Petrova / Alexei Tikhonov       | Rússia         | 5.0    | 2  | 4  |
| 5                 | Zhang Dan / Zhang Hao                 | China          | 8.0    | 6  | 5  |
| 6                 | Dorota Zagorska / Mariusz Siudek      | Polônia        | 8.5    | 5  | 6  |
| 7                 | Julia Obertas / Sergei Slavnov        | Rússia         | 10.5   | 7  | 7  |
| 8                 | Anabelle Langlois / Patrice Archetto  | Canadá         | 12.0   | 8  | 8  |
| 9                 | Valerie Marcoux / Craig Buntin        | Canadá         | 14.0   | 10 | 9  |
| 10                | Rena Inoue / John Baldwin             | Estados Unidos | 14.5   | 9  | 10 |
| 11                | Sabrina Lefrancois / Jerome Blanchard | França         | 17.0   | 12 | 11 |
| 12                | Eva-Maria Fitze / Rico Rex            | Alemanha       | 17.5   | 11 | 12 |
| 13                | Kathryn Orscher / Garrett Lucash      | Estados Unidos | 20.0   | 14 | 13 |
| 14                | Tatiana Volosozhar / Petr Kharchenko  | Ucrânia        | 20.5   | 13 | 14 |
| 15                | Milica Brozovic / Vladimir Futas      | Eslováquia     | 22.5   | 15 | 15 |
| 16                | Julia Shapiro / Vadim Akolzin         | Israel         | 24.0   | 16 | 16 |
| 17                | Olga Boguslavska / Andrei Brovenko    | Letônia        | 26.0   | 18 | 17 |
| 18                | Diana Rennik / Aleksei Saks           | Estônia        | 26.5   | 17 | 18 |
| 19                | Marina Aganina / Artem Knyazev        | Uzbequistão    | 28.5   | 19 | 19 |

### Dança no gelo
| Pos.                           | Nome                                    | Nacionalidade    | Pontos | DCB | DCA | DO | DL |
| ------------------------------ | --------------------------------------- | ---------------- | ------ | --- | --- | -- | -- |
| Medalha de ouro                | Tatiana Navka / Roman Kostomarov        | Rússia           | 2.0    | 1   |     | 1  | 1  |
| Medalha de prata               | Albena Denkova / Maxim Staviski         | Bulgária         | 3.6    |     | 1   | 2  | 2  |
| Medalha de bronze              | Kati Winkler / Rene Lohse               | Alemanha         | 6.2    | 2   |     | 4  | 3  |
| 4                              | Elena Grushina / Ruslan Goncharov       | Ucrânia          | 6.6    |     | 2   | 3  | 4  |
| 5                              | Tanith Belbin / Benjamin Agosto         | Estados Unidos   | 9.6    |     | 4   | 5  | 5  |
| 6                              | Isabelle Delobel / Olivier Schoenfelder | França           | 10.8   | 3   |     | 6  | 6  |
| 7                              | Galit Chait / Sergei Sakhnovski         | Israel           | 13.4   | 4   |     | 8  | 7  |
| 8                              | Marie-France Dubreuil / Patrice Lauzon  | Canadá           | 13.4   |     | 3   | 7  | 8  |
| 9                              | Federica Faiella / Massimo Scali        | Itália           | 16.4   | 5   |     | 9  | 9  |
| 10                             | Oksana Domnina / Maxim Shabalin         | Rússia           | 18.4   | 6   |     | 10 | 10 |
| 11                             | Megan Wing / Aaron Lowe                 | Canadá           | 20.2   |     | 5   | 12 | 11 |
| 12                             | Melissa Gregory / Denis Petukhov        | Estados Unidos   | 21.4   | 7   |     | 11 | 12 |
| 13                             | Svetlana Kulikova / Vitali Novikov      | Rússia           | 24.4   | 9   |     | 13 | 13 |
| 14                             | Sinead Kerr / John Kerr                 | Reino Unido      | 25.6   |     | 8   | 14 | 14 |
| 15                             | Natalia Gudina / Alexei Beletski        | Israel           | 26.4   |     | 6   | 15 | 15 |
| 16                             | Kristin Fraser / Igor Lukanin           | Azerbaijão       | 29.8   | 8   |     | 16 | 17 |
| 17                             | Nozomi Watanabe / Akiyuki Kido          | Japão            | 30.8   | 10  |     | 18 | 16 |
| 18                             | Nora Hoffmann / Attila Elek             | Hungria          | 31.0   |     | 7   | 17 | 18 |
| 19                             | Anastasia Grebenkina / Vazgen Azrojan   | Armênia          | 35.0   |     | 10  | 20 | 19 |
| 20                             | Nathalie Pechalat / Fabian Bourzat      | França           | 35.0   |     | 9   | 19 | 20 |
| 21                             | Julia Golovina / Oleg Voiko             | Ucrânia          | 38.6   | 11  |     | 22 | 21 |
| 22                             | Yang Fang / Gao Chongbo                 | China            | 40.4   |     | 12  | 21 | 23 |
| 23                             | Josee Piche / Pascal Denis              | Canadá           | 41.2   | 12  |     | 24 | 22 |
| 24                             | Alexandra Kauc / Michal Zych            | Polônia          | 42.2   |     | 11  | 23 | 24 |
| Não avançaram para dança livre |                                         |                  |        |     |     |    |    |
| 25                             | Diana Janostakova / Jiri Prochazka      | República Tcheca |        | 14  |     | 25 |    |
| 26                             | Natalie Buck / Trent Nelson-Bond        | Austrália        |        | 13  |     | 26 |    |
| 27                             | Barbara Herzog / Dmitri Matsjuk         | Áustria          |        |     | 13  | 27 |    |
| 28                             | Jessica Huot / Juha Valkama             | Finlândia        |        |     | 14  | 28 |    |
| 29                             | Clover Zatzman / Aurimas Radisauskas    | Lituânia         |        | 15  |     | 29 |    |

## Quadro de medalhas
| Ordem | País           | Medalha de ouro | Medalha de prata | Medalha de bronze |    | Ordem por total |
| ----- | -------------- | --------------- | ---------------- | ----------------- | -- | --------------- |
| 1     | Rússia         | 3               |                  |                   | 3  | 1               |
| 2     | Japão          | 1               |                  |                   | 1  | 5               |
| 3     | China          |                 | 1                | 1                 | 2  | 2               |
| 3     | Estados Unidos |                 | 1                | 1                 | 2  | 2               |
| 5     | Bulgária       |                 | 1                |                   | 1  | 5               |
| 5     | França         |                 | 1                |                   | 1  | 5               |
| 7     | Alemanha       |                 |                  | 2                 | 2  | 2               |
| TOTAL | TOTAL          | 4               | 4                | 4                 | 12 | —               |